# Калумба
Калу́мба (англ. Kalumba) — традиційна громада у складі дистрикту Лілонгве Центрального регіону Малаві.
Населення — 42444 особи (2018).